# Maximilien d’Yvoy
Maximilien van Hangest-Genlis d’Yvoy (* 14. Juni 1621 in Asperen, Niederlande; † 14. Dezember 1686 bei Köln) war ein niederländischer Festungsbaumeister, Schiffbauingenieur und Kartograf.

## Leben
D’Yvoy stand ab 1655 im Dienst des Fürsten von Oranien. Unter Friedrich von Dohna wurde er Kapitein der holländischen Armee und des Fürstentums Orange, später Vizegouverneur und Kommandant der Befestigungsanlage Schenkenschanz, die damals zu den stärksten Europas zählte und auf einer Halbinsel im Rhein lag.
Von 1660 bis 1675 verstärkte Yvoy die Genfer Stadtbefestigung und brachte sie auf den neuesten Stand, u. a. mit den Bastionen „de Hollande“ (1662), „Souverain“ (1664), „d’Yvoy“ (auch: „du Polygone“, 1666) und „Bourgeois“ (1668). Außerdem baute er um 1672 die Schiffe „Der große Bär“ und „Der Kleine Bär“ für die der Berner Militärflotte auf dem Genfersee um. Am 26. Dezember 1666 erhielten er und seine drei Söhne in Genf die Bürgerrechte für die Verdienste um die Stadt.
Im März 1676 verließ d’Yvoy Genf, um Wilhelm II. von Oranien im Krieg gegen Frankreich zur Seite zu stehen. Spätestens 1686 kehrte er nach Genf zurück, um die Stadtbefestigung Genfs weiter auszubauen. D’Yvoy arbeitete auch im Hafen von Morges und leitete für von Dohna den Bau des Schlosses Coppet, in dem sein früherer Vorgesetzter sich niedergelassen hatte. Von der Stadt erstellte Yvoy außerdem eine Karte.

## Ehrungen
Nach d’Yvoy wurde in Genf der „Boulevard d’Yvoy“ benannt.